# Biblioteca Pública de Omaha (edificio)
La biblioteca Pública de Omaha fue construida en 1891 en el centro de Omaha, Nebraska, por el arquitecto Thomas Kimball. Diseñado en el estilo del Segundo Renacimiento, el edificio fue declarado Monumento de Omaha en octubre de 1978, y fue incluido en el Registro Nacional de Lugares Históricos ese mismo año.
Al igual que en la Biblioteca Pública de Boston, el edificio original de la Biblioteca Pública de Omaha Public es la mejor estructura de estilo renacentista. Byron Reed, un corredor de bienes raíces pionero en Omaha, donó el sitio para el edificio y su colección de libros, manuscritos y monedas.
Llamado Old Main para la mayoría de sus usos, la biblioteca se cerró el 16 de febrero de 1977. En 1982 fue reformada y reconvertida en un edificio de oficinas llamado Omaha Library Plaza, para lo cual se sigue utilizando actualmente.